# Phaonia himalaica
Phaonia himalaica este o specie de muște din genul Phaonia, familia Muscidae, descrisă de Zinovjev în anul 1992. Conform Catalogue of Life specia Phaonia himalaica nu are subspecii cunoscute.